# Agalliopsis anomala
Agalliopsis anomala är en insektsart som beskrevs av Baker 1898. Agalliopsis anomala ingår i släktet Agalliopsis och familjen dvärgstritar. Inga underarter finns listade i Catalogue of Life.